# Kick Buttowski – Keiner kann alles
Kick Buttowski – Keiner kann alles ist eine US-amerikanische Zeichentrickserie, die derzeit regelmäßig auf Disney XD ausgestrahlt wird. Die letzte Folge wurde am 2. Dezember 2012 erstausgestrahlt.

## Inhalt
Der Junge Kick Buttowski will der waghalsigste Stuntman der Welt werden, wobei ihm sein Freund Gunther Magnuson hilft. Meistens will er am Anfang einer Episode einen Stunt ausführen, der dann aber nicht funktioniert. Seine Feinde lachen ihn dann aus. Dann versucht er es meist noch einmal, aber dann funktioniert der Stunt (meist) und er erntet Ruhm.

## Charaktere
- Clarence „Kick“ Buttowski

Kick ist die Hauptfigur und der Draufgänger der Straße. Er macht lebensmutige Stunts mit seinem Glücks-Skateboard „Blitz“ und verärgert damit eine Menge Nachbarn. Sein Idol ist Billy Stumps, ein Monstertruckfahrer. Jackie ist zwar in ihn verliebt, er aber nicht in sie. Er ist in Kendall verliebt.
- Gunther Magnuson

Gunther ist Kicks bester Freund und sein Stunt-Helfer. Er versucht immer, ein echter Wikinger zu werden wie sein Vater. Er ist in Jackie verliebt.
- Bradley „Brad“ Buttowski

Brad ist Kicks großer Bruder. Die beiden streiten sich oft und Kick bekommt dafür immer Hausarrest. „Schmalhirn“ ist sein Spitzname für Kick. Er kommt allerdings bei Frauen nicht so gut an, wie er es gerne hätte.
- Brianna Buttowski

Brianna ist Kicks kleine Schwester. Sie mag Kick nicht besonders und vermiest ihm immer alles. Sie liebt Rosa und ist sehr modebewusst.
- Wade

Wade ist ein guter Freund von Kick und der Besitzer der örtlichen Tankstelle „Food-N-Fix“, in die Kick oft geht und einen Superdrink trinkt.
- Kendall Perkins

Kendall ist die Streberin in Kicks Klasse und ihr Vater ist der Direktor, weshalb sie immer Recht bekommt, wenn sie Kick verpetzt. Es hat zwar den Anschein, als ob sie Kick hasst, aber sie ist total in ihn verliebt. Dies zeigt sich mehrmals anhand der gemeinsamen Küsse in der Serie.
- Jackie

Jackie ist total verliebt in Kick und ist verrückt nach ihm und seinen Stunts. Viele Kinder halten sie für verrückt, aber in ihrem Innersten ist sie eigentlich ein nettes Mädchen. Gunther jedoch wird von ihr meistens ignoriert. Sie kann Kendall überhaupt nicht ausstehen, da sie Kick für sich alleine haben will. Sie hat außerdem eine extreme Vorliebe für Fischiges.

## Ausstrahlungsdaten
In den USA wird die Serie regelmäßig auf Disney XD gezeigt. Seit dem 16. März 2010 läuft sie auf dem gleichen Fernsehsender auch in Deutschland und ist seit dem 30. April 2011 auch auf dem Free-TV-Sender Super RTL zu sehen. Dabei lässt Super RTL das TV-Spezial Wahrheit oder Stuntman (Truth or Daredevil) aus.

## Synchronisation
Die Serie wird für die deutschsprachige Fernsehausstrahlung durch die Firma Hermes Synchron GmbH Potsdam synchronisiert. Dialogbuch und -regie führte Sven Plate. Die Tabelle nennt die Synchronsprecher der am häufigsten auftretenden Darsteller:
| Charakter                 | Englischer Sprecher  | Deutscher Sprecher |
| ------------------------- | -------------------- | ------------------ |
| Clarence „Kick“ Buttowski | Charlie Schlatter    | Sebastian Schulz   |
| Gunther Magnuson          | Matt L. Jones        | Dirk Stollberg     |
| Bradley „Brad“ Buttowski  | Danny Cooksey        | Dirk Petrick       |
| Wade                      | Eric Christian Olsen | Tim Knauer         |
| Kendall                   | Emily Osment         | Sonja Spuhl        |